# كايلي هاليداي
كايلي هاليداي (بالإنجليزية: Kylie Halliday)‏ هي لاعبة جمباز أسترالية، ولدت في 1981.